# Joel McNeely
Joel McNeely (Madison, 28 marzo 1959) è un direttore d'orchestra e compositore statunitense, famoso per le colonne sonore cinematografiche e televisive.
Entrambi i genitori di McNeely lavoravano nel mondo della musica e del teatro. McNeely, quindi, iniziò fin da piccolo a suonare il pianoforte, il sassofono, il basso e il flauto.

## Carriera
Nel 1994 la Lucasfilm lo scelse per comporre la colonna sonora di alcuni episodi della serie televisiva Le avventure del giovane Indiana Jones. In seguito, sempre per la Lucasfilm, scrisse le partiture dell'opera multimediale L'ombra dell'Impero, un progetto altamente sperimentale per l'epoca (1996) e per il compositore, che si trovava a scrivere della musica per temi e motivi, piuttosto che per singole scene.
Ha condotto anche una serie di registrazioni della partiture più famose di Bernard Herrmann, Franz Waxman, John Barry, tra cui  La donna che visse due volte, Psyco e Quarto potere. Ha composto le musiche di Benvenuti a Radioland, The Avengers - Agenti speciali, Dark Angel, Il nome del mio assassino, Mulan II, Un milione di modi per morire nel West e Home - A casa.

## Discografia
- L'ultimo dei Mohicani - Royal Scottish National Orchestra/Joel McNeely/Trevor Jones/Randy Edelman, 2000 Varese Sarabande
- Trilli e la creatura leggendaria - Joel McNeely, 2014 Walt Disney
- Un milione di modi per morire nel West - Joel McNeely, 2014 Back Lot Music
- Lover's Prayer - Joel McNeely/London Chamber Orchestra, 2000 Varese Sarabande
- The Batman Trilogy - Joel McNeely/Royal Scottish National Orchestra, 1997 Varèse Sarabande
- La mia Africa (film) - Royal Scottish National Orchestra/Joel McNeely/John Barry, 1997 Varese Sarabande
- Psyco - Bernard Herrmann/Royal Scottish National Orchestra/Joel McNeely, 1997 Varese Sarabande
- Quarto potere - Bernard Herrmann/Royal Scottish National Orchestra/Joel McNeely, 1999 Varese Sarabande